# Of Magic Illusions
Of Magic Illusions es el álbum debut de la banda de black metal sinfónico noruega Ancestral Legacy, lanzado bajo la etiqueta rusa Magik Art Entertainment el 1° de julio de 2005.
El álbum fue lanzado originalmente como un demo financiado por la propia banda en abril de 2003, con ocho canciones nuevas. La reedición de 2007 incluye tres bonus tracks tomados del demo Emptiness (2002), más un tema adicional inédito grabado durante las sesiones de Of Magic Illusions en 2003 llamado  "Enveloped", un cover de la banda finlandesa Rapture, incluido en su álbum Songs For The Withering (2002). Adicionalmente, fue realizado el primer video musical de la banda, para la canción " Crash of Silence".

## Lista de canciones
| N.º | Título                               | Duración |  |
| 1.  | «All Things Must End» (Instrumental) | 02:06    |  |
| 2.  | «Self-Enslavement»                   | 08:14    |  |
| 3.  | «Of Magic Illusions»                 | 06:38    |  |
| 4.  | «When Sense Dies»                    | 05:57    |  |
| 5.  | «Separate Worlds»                    | 06:51    |  |
| 6.  | «Crash of Silence»                   | 06:33    |  |
| 7.  | «Forsaken»                           | 07:14    |  |
| 8.  | «The Silent Season»                  | 06:57    |  |
| 9.  | «Enveloped (Rapture cover)*»         | 04:58    |  |
| 10. | «Whispering Voices*»                 | 04:33    |  |
| 11. | «Ringer of Death*»                   | 05:29    |  |
| 12. | «Cross the Sea*»                     | 06:17    |  |

(*) Pistas 9 a 12 aparecen sólo en la reedición de Magik Art. "Cross The Sea" es una versión editada de la canción original.

## Personal

### Ancestral Legacy
- Elin Anita Omholt - Female Vocals
- Eddie Risdal - Harsh Vocals/Guitars
- Tor Arvid Larsen - Guitars
- Anton Dead aka Atle Johansen - Bass
- Børre Iversen - Drums

## Producción e ingeniería
- Eddie Risdal -	Mixing, Songwriting, Photography
- Cato Pedersen - Photography, Cover art